# Амархуу Борхуу
Амархуу Борхуу (монг. Борхүүгийн Амархүү; род. 1 июля 1987, Булганский аймак, Монголия) — российский поп-певец и актёр монгольского происхождения, солист группы «Премьер-министр».

## Биография
Родился 1 июля 1987 года в Булганском аймаке, МНР. Когда он был ребёнком, его родители переехали из Монголии в Улан-Удэ (Бурятия). Приобрёл популярность в России после победы в конкурсе «Народный артист 3» (2006) с 61,7 % голосов зрителей, получив звание Заслуженного артиста Бурятии. В настоящее время живёт в Москве, солист группы «Премьер-министр».
В 2010 году снялся в главной роли в монгольско-российском фильме «Операция „Татар“» и дал согласие на съёмки во второй части трилогии Сергея Бодрова о Чингисхане — «Великий хан».
С июня 2013 года группа «Премьер-министр» выступает без Амархуу Борхуу, который продолжает сольную карьеру, но официального сообщения о его уходе из группы не было.